# Trolls (Soundtrack)
Trolls: Original Motion Picture Soundtrack ist der Soundtrack zum Film Trolls von Mike Mitchell und Walt Dohrn. Der Soundtrack umfasst 13 Lieder und wurde am 23. September 2016 veröffentlicht.

## Produktion
Justin Timberlake fungierte als Produzent dieses Soundtracks, sang zudem einige der Songs ein und war hierbei auch als Texter von dreien der Lieder verantwortlich. Der Soundtrack enthält neben originären Songs auch Cover-Versionen von Liedern aus den letzten Jahrzehnten, die von Anna Kendrick, James Corden, Icona Pop, Zooey Deschanel und Christopher Mintz-Plasse gesungen werden, so zum Beispiel eine Version des Liedes True Colors aus dem Jahr 1986, das Kendrick gemeinsam mit Timberlake interpretiert. Auch eine Coverversion des Liedes The Sound of Silence von Simon & Garfunkel ist enthalten.
Bei dem Lied Can’t Stop the Feeling!, das bereits im Mai 2016 vorab veröffentlicht wurde, handelte es sich um die erste Veröffentlichung von Timberlake nach mehr als zwei Jahren, nachdem zuletzt 2014 das Lied Not a Bad Thing erschienen war, das dem Album The 20/20 Experience – 2 of 2 entnommen wurde. Hiernach hatte der Sänger angekündigt, mehr Zeit mit seiner Frau und der Familienplanung verbringen zu wollen, und schließlich wurde im April 2015 Silas Randall, der erste gemeinsame Sohn von Timberlake und Jessica Biel, geboren. Nach eigenen Aussagen hatte Timberlake während der Aufnahmen des Albums viele Inspirationen für neue Lieder erhalten und gab später bekannt, er arbeite bereits an einem neuen Album.

## Veröffentlichung
Der Soundtracks zum Film Trolls wurde am 23. September 2016 veröffentlicht. Der Film selbst feierte am 8. Oktober 2016 im Rahmen des London Film Festivals seine Premiere. Der Soundtrack zum Film umfasst 13 Lieder.

## Titelliste
1. Hair Up – Justin Timberlake, Gwen Stefani und Ron Funches
2. Can’t Stop the Feeling! – Justin Timberlake
3. Move Your Feet / D.A.N.C.E. / It’s A Sunshine Day – Anna Kendrick und The Snack Pack
4. Get Back Up Again – Anna Kendrick
5. The Sound of Silence – Anna Kendrick
6. Hello – Zooey Deschanel
7. I’m Comming Out / Mo’ Money Mo’ Problems – Zooey Deschanel, Anna Kendrick und The Snack Pack
8. They Don’t Know – Ariana Grande
9. True Colors – Anna Kendrick
10. Can’t Stop the Feeling! – The Snack Pack
11. September – Justin Timberlake, Anna Kendrick und Earth, Wind and Fire
12. What U Workin’ With? – Gwen Stefani und Justin Timberlake
13. True Colors – Anna Kendrick und Justin Timberlake

## Singleauskopplungen
Am 6. Mai 2016 wurde vorab das Lied Can’t Stop the Feeling! als Single veröffentlicht. Es handelt sich hierbei um die erste Single, die Timberlake nach mehr als zwei Jahren veröffentlicht hatte. Etwa zeitgleich zur Weltpremiere wurde ein offizielles Video zum Lied veröffentlicht. Timberlake bewegt sich hierin durch prototypisch amerikanische Landschaften, und Menschenscharen, von den Gästen eines Diners über Besucher eines Barber Shops bis hin zu Angestellten eines Supermarktes, tanzen mit dem Sänger um die Wette. Eine Woche nach der Vorabveröffentlichung hatte Timberlake das Lied bei einem Auftritt im Rahmen des Eurovision Song Contest 2016 erstmals live aufgeführt. Timberlake war zu dieser Zeit für die Vorstellung des Films Trolls in Europa unterwegs.
Das Lied Can’t Stop the Feeling! erreichte nach seiner Vorabveröffentlichung auf Anhieb die Spitze der iTunes-Charts und konnte sich darüber hinaus in 27 Ländern auf Platz 1 der dortigen iTunes-Charts halten. In mehreren Ländern erreichte das Lied Platz 1 der Single-Charts, so in Deutschland, den USA, Kanada, Frankreich, Japan, Schweden, der Schweiz und in Israel. Der Song befand sich sechs Wochen auf Platz 1 der Charts für Downloads und hielt sich von Timberlakes bisherigen Singles dort damit am längsten, wobei das Lied auch SexyBack von 2006 einholte. Auch bei der im Radio gespielten Musik erreichte das Lied einen Rekord und war drei Wochen lang das am meisten gehörte Lied und eine Woche lang der am häufigsten gespielte Song von Timberlake überhaupt. Auch in den US-amerikanischen Pop-Charts konnte sich das Lied über mehrere Wochen hinweg halten.
Can’t Stop the Feeling! landete in Deutschland auf Platz 10 und in den USA auf Platz 9 der Singlecharts des Jahres 2016.

## Rezeption
Das Lied Can’t Stop the Feeling! entwickle sich sicher zum Ohrwurm des Sommers 2016 und brachte Timberlake und den Song gleichzeitig als mögliche Oscar-Kandidaten ins Gespräch.
Im Rahmen der Hollywood Music In Media Awards 2016 wurde Can’t Stop The Feeling! in der Kategorie Bester Song eines Animationsfilms ausgezeichnet, und Timberlake erhielt gemeinsam mit Julianne Jordan und Julia Michels eine Nominierung für das Beste musikalische Gesamtkonzept. Im Rahmen der Hollywood Film Awards 2016 wurde Timberlake für Can’t Stop The Feeling! mit dem Hollywood Song Award ausgezeichnet und im November 2016 im Rahmen der People’s Choice Awards nominiert. Im Dezember 2016 wurde dieses Lied im Rahmen der Golden Globe Awards 2017 als Bester Filmsong nominiert. Im Dezember 2016 wurde der Soundtrack als Anwärter bei der Oscarverleihung 2017 in der Kategorie Beste Filmmusik in die Kandidatenliste (Longlist) aufgenommen, aus denen die Mitglieder der Akademie die offiziellen Nominierungen bestimmen werden. Die auf dem Soundtrack enthaltenen Lieder Can't Stop The Feeling! und Get Back Up Again wurden in die Longlist für den Besten Filmsong aufgenommen. Am 24. Januar 2017 erfolgte eine offizielle Nominierung von Can't Stop The Feeling! in dieser Kategorie, das Timberlake im Rahmen der Verleihungszeremonie auch live singen wird. Im Dezember 2016 erfolgte eine Nominierung des Liedes in der Kategorie Bester Song geschrieben für visuelle Medien im Rahmen der Grammy Awards 2017. Am 12. Februar 2017 wurde das Lied in dieser Kategorie ausgezeichnet. Bei den iHeartRadio Music Awards 2017 wurde Can’t Stop the Feeling! als Song of the Year nominiert. Timberlake erhielt für das Lied und das zugehörige Musikvideo zudem Nominierungen in den Kategorien Best Song from a Movie – Socially Voted und Best Music Video – Socially Voted. Anfang 2017 erfolgte eine Nominierung als Liebglingssoundtrack im Rahmen der Kids’ Choice Awards 2017. Zudem erhielt Can't Stop the Feeling! Nominierungen als Lieblingssong und als Lieblingsmusikvideo. Im Rahmen der American Music Awards 2017 wurde der Soundtrack als Top Soundtrack nominiert.

## Kommerzieller Erfolg

### Chartplatzierungen
Der Soundtrack zu Trolls avancierte zum Nummer-eins-Erfolg in Australien. Darüber hinaus erreichte es Top-10-Platzierungen in den Vereinigten Staaten (Rang 3) sowie Neuseeland und dem Vereinigten Königreich (je Rang 4).
| ChartsChartplatzierungen       | Höchstplatzierung | Wochen |
| ------------------------------ | ----------------- | ------ |
| Deutschland (GfK)              | 61 (8 Wo.)        | 8      |
| Österreich (Ö3)                | 26 (13 Wo.)       | 13     |
| Schweiz (IFPI)                 | 40 (11 Wo.)       | 11     |
| Vereinigte Staaten (Billboard) | 3 (… Wo.)         | …      |
| Vereinigtes Königreich (OCC)   | 4 (74 Wo.)        | 74     |

| ChartsJahrescharts (2016)    | Platzierung |
| ---------------------------- | ----------- |
| Vereinigtes Königreich (OCC) | 55          |

| ChartsJahrescharts (2017)      | Platzierung |
| ------------------------------ | ----------- |
| Vereinigte Staaten (Billboard) | 11          |
| Vereinigtes Königreich (OCC)   | 23          |

| ChartsJahrescharts (2018)      | Platzierung |
| ------------------------------ | ----------- |
| Vereinigte Staaten (Billboard) | 80          |

### Auszeichnungen für Musikverkäufe
| Land/Region                  | Auszeichnungen für Musikverkäufe (Land/Region, Auszeichnung, Verkäufe) | Verkäufe  |
| ---------------------------- | ---------------------------------------------------------------------- | --------- |
| Australien (ARIA)            | Platin                                                                 | 70.000    |
| Brasilien (PMB)              | Platin                                                                 | 40.000    |
| Dänemark (IFPI)              | Gold                                                                   | 10.000    |
| Kanada (MC)                  | 2× Platin                                                              | 160.000   |
| Mexiko (AMPROFON)            | Gold                                                                   | 30.000    |
| Neuseeland (RMNZ)            | 3× Platin                                                              | 45.000    |
| Polen (ZPAV)                 | Platin                                                                 | 20.000    |
| Schweden (IFPI)              | Platin                                                                 | 40.000    |
| Vereinigte Staaten (RIAA)    | 2× Platin                                                              | 2.000.000 |
| Vereinigtes Königreich (BPI) | Platin                                                                 | 300.000   |
| Insgesamt                    | 2× Gold · 12× Platin ·                                                 | 2.715.000 |